# Charles Geerts
Pour les articles homonymes, voir Geerts.
Charles Charly Geerts, né le 29 octobre 1930 à Anvers en Belgique et mort le 31 janvier 2015, est un footballeur international belge qui joue au poste de gardien de but.
Actif dans les années 1950 et 1960, il effectue quasiment l'entièreté de sa carrière au Beerschot VAC.

## Biographie
Il débute à 18 ans au Beerschot VAC dont il a défendu les filets à plus de 200 occasions dans les années 1950.
Il passe ensuite par l'Eendracht Alost et le Stade Louvaniste avant de terminer sa carrière au Vigor Hamme.
Il a été international militaire et a joué un match amical avec les Diables Rouges en 1954, il fait partie de la sélection pour la Coupe du monde la même année mais ne joue aucune rencontre pendant la compétition.
Après sa carrière, Charles Geerts entraîne le Belgica FC Edegem et s'occupe des gardiens chez les jeunes du Beerschot, il a ainsi formé Bram Verbist entre autres.

## Statistiques

### En club
| Saison                | Club                  | Championnat             | Championnat | Championnat | Coupe(s) nationale(s) | Coupe(s) nationale(s) | Total | Total |
| Saison                | Club                  | Division                | M.          | B.          | M.                    | B.                    | M.    | B.    |
| 1948-1949             | Beerschot VAC         | Division d'Honneur (D1) | 1           | 0           | -                     | -                     | 1     | 0     |
| 1949-1950             | Beerschot VAC         | Division d'Honneur (D1) | 15          | 0           | -                     | -                     | 15    | 0     |
| 1950-1951             | Beerschot VAC         | Division d'Honneur (D1) | 30          | 0           | -                     | -                     | 30    | 0     |
| 1951-1952             | Beerschot VAC         | Division d'Honneur (D1) | 30          | 0           | -                     | -                     | 30    | 0     |
| 1952-1953             | Beerschot VAC         | Division 1              | 30          | 0           | -                     | -                     | 30    | 0     |
| 1953-1954             | Beerschot VAC         | Division 1              | 30          | 0           | -                     | -                     | 30    | 0     |
| 1954-1955             | Beerschot VAC         | Division 1              | 26          | 0           | -                     | -                     | 26    | 0     |
| 1955-1956             | Beerschot VAC         | Division 1              | 27          | 0           | -                     | -                     | 27    | 0     |
| 1956-1957             | Beerschot VAC         | Division 1              | 21          | 0           | -                     | -                     | 21    | 0     |
| 1957-1958             | Beerschot VAC         | Division 1              | 2           | 0           | -                     | -                     | 2     | 0     |
| Sous-total            | Sous-total            | Sous-total              | 212         | 0           | -                     | -                     | 212   | 0     |
| 1958-1959             | SC Eendracht Alost    | Division 2              | 8           | 0           | -                     | -                     | 8     | 0     |
| 1959-1960             | SC Eendracht Alost    | Division 2              | 7           | 0           | -                     | -                     | 7     | 0     |
| Sous-total            | Sous-total            | Sous-total              | 15          | 0           | -                     | -                     | 15    | 0     |
| 1960-1961             | Stade Louvain         | Promotion C (D4)        | 30          | 0           | -                     | -                     | 30    | 0     |
| 1961-1962             | Stade Louvain         | Promotion C (D4)        | 23          | 0           | -                     | -                     | 23    | 0     |
| 1962-1963             | Stade Louvain         | Promotion A (D4)        | 1           | 0           | -                     | -                     | 1     | 0     |
| 1963-1964             | Stade Louvain         | Promotion D (D4)        | 0           | 0           | -                     | -                     | 0     | 0     |
| Sous-total            | Sous-total            | Sous-total              | 54          | 0           | -                     | -                     | 54    | 0     |
| 1964-1965             | Vigor Hamme           | Division 3A             | -           | -           | -                     | -                     | 0     | 0     |
| 1965-1966             | Vigor Hamme           | Division 3B             | -           | -           | -                     | -                     | 0     | 0     |
| 1966-1967             | Vigor Hamme           | Division 3A             | -           | -           | -                     | -                     | 0     | 0     |
| 1967-1968             | Vigor Hamme           | Division 3B             | -           | -           | -                     | -                     | 0     | 0     |
| Sous-total            | Sous-total            | Sous-total              | -           | -           | -                     | -                     | 0     | 0     |
| Total sur la carrière | Total sur la carrière | Total sur la carrière   | 281         | 0           | -                     | -                     | 281   | 0     |

### En sélections nationales
| Saison                | Sélection             | Phases finales        | Phases finales | Phases finales | Éliminatoires CDM | Éliminatoires CDM | Matchs amicaux | Matchs amicaux | Total | Total |
| Saison                | Sélection             | Compétition           | M              | B              | M                 | B                 | M              | B              | M     | B     |
| --------------------- | --------------------- | --------------------- | -------------- | -------------- | ----------------- | ----------------- | -------------- | -------------- | ----- | ----- |
| 1951-1952             | Belgique aspirants    | -                     | -              | -              | -                 | -                 | 1              | 0              | 1     | 0     |
| 1952-1953             | Belgique aspirants    | -                     | -              | -              | -                 | -                 | 2              | 0              | 2     | 0     |
| 1953-1954             | Belgique aspirants    | -                     | -              | -              | -                 | -                 | 1              | 0              | 1     | 0     |
| 1954-1955             | Belgique aspirants    | -                     | -              | -              | -                 | -                 | 1              | 0              | 1     | 0     |
| Sous-total            | Sous-total            | Sous-total            | -              | -              | -                 | -                 | 5              | 0              | 5     | 0     |
| 1953-1954             | Belgique              | Coupe du monde 1954   | 0              | 0              | -                 | -                 | 0              | 0              | 0     | 0     |
| 1954-1955             | Belgique              | -                     | -              | -              | -                 | -                 | 1              | 0              | 1     | 0     |
| Sous-total            | Sous-total            | Sous-total            | 0              | 0              | -                 | -                 | 1              | 0              | 1     | 0     |
| Total sur la carrière | Total sur la carrière | Total sur la carrière | 0              | 0              | -                 | -                 | 6              | 0              | 6     | 0     |

### Matchs internationaux
| Matchs internationaux de Charles Geerts, | Matchs internationaux de Charles Geerts, | Matchs internationaux de Charles Geerts, | Matchs internationaux de Charles Geerts, | Matchs internationaux de Charles Geerts, | Matchs internationaux de Charles Geerts, | Matchs internationaux de Charles Geerts, | Matchs internationaux de Charles Geerts,                           |
| #                                        | Date                                     | Lieu                                     | Adversaire                               | Résultat                                 | Compétition                              | Club                                     | Notes                                                              |
| ---------------------------------------- | ---------------------------------------- | ---------------------------------------- | ---------------------------------------- | ---------------------------------------- | ---------------------------------------- | ---------------------------------------- | ------------------------------------------------------------------ |
| 1                                        | 26 septembre 1954                        | Stade du Heysel, Bruxelles, Belgique     | Allemagne de l'Ouest                     | V 2 - 0                                  | Match amical                             | Beerschot VAC                            | Entre en jeu à la place de Léopold Gernaey à la 25e minute de jeu. |

| Matchs aspirants de Charles Geerts | Matchs aspirants de Charles Geerts | Matchs aspirants de Charles Geerts        | Matchs aspirants de Charles Geerts | Matchs aspirants de Charles Geerts | Matchs aspirants de Charles Geerts | Matchs aspirants de Charles Geerts | Matchs aspirants de Charles Geerts |
| #                                  | Date                               | Lieu                                      | Adversaire                         | Résultat                           | Compétition                        | Club                               | Notes                              |
| ---------------------------------- | ---------------------------------- | ----------------------------------------- | ---------------------------------- | ---------------------------------- | ---------------------------------- | ---------------------------------- | ---------------------------------- |
| 1                                  | 6 avril 1952                       | Stade Municipal, Luxembourg, Luxembourg   | Luxembourg                         | V 3 - 2                            | Match amical                       | Beerschot VAC                      | Titulaire.                         |
| 2                                  | 19 octobre 1952                    | Stade Municipal, Luxembourg, Luxembourg   | Luxembourg                         | N 1 - 1                            | Match amical                       | Beerschot VAC                      | Titulaire.                         |
| 3                                  | 26 novembre 1952                   | Stade du Heysel, Bruxelles, Belgique      | Luxembourg                         | V 4 - 1                            | Match amical                       | Beerschot VAC                      | Titulaire.                         |
| 4                                  | 14 mars 1954                       | Stade Municipal, Luxembourg, Luxembourg   | Luxembourg                         | V 1 - 0                            | Match amical                       | Beerschot VAC                      | Titulaire.                         |
| 5                                  | 16 janvier 1955                    | Stade des Champs Elysées, Namur, Belgique | Luxembourg                         | V 4 - 1                            | Match amical                       | Beerschot VAC                      | Titulaire.                         |